# Październik 2012

## 1 października
- W wyborach parlamentarnych w Gruzji większość głosów uzyskała koalicja Gruzińskie Marzenie Bidziny Iwaniszwiliego (BBC News)
- Wojska somalijskie oraz Unii Afrykańskiej wkroczyły do opuszczonego przez islamistyczną milicję al-Shahab strategicznego portu w Kismayo. (BBC)
- Kōriki Jōjima objął stanowisko ministra finansów Japonii, zaś Seiji Maehara został ministrem ds. polityki narodowej, gospodarczej i technicznej. (japandailypress.com)

## 2 października
- Uzbrojony zamachowiec zastrzelił 25 osób w hostelu politechniki federalnej w Mubi w stanie Adamawa w północno-wschodniej Nigerii. 22 ofiary to studenci. (BBC)

## 7 października
- Marek Bieńczyk został laureatem Nagrody Literackiej Nike 2012 za zbiór esejów pt. Książka twarzy. (tvp.info)
- Państwowa Komisja Wyborcza w Wenezueli poinformowała, że Hugo Chávez uzyskał 54% głosów w wyborach prezydenckich i został wybrany na kolejną kadencję. (BBC News)
- Libijski parlament zdymisjonował premiera Mustafę Bu Szagura po drugiej nieudanej próbie sformowania rządu. (BBCF News)
- Papież Benedykt XVI ogłosił Jana z Ávili i Hildegardę z Bingen 34. i 35. doktorami kościoła katolickiego. (ekai.pl)

## 8 października
- Nagrodę Nobla w dziedzinie fizjologii lub medycyny otrzymali John Gurdon i Shin'ya Yamanaka za badania nad komórkami macierzystymi. (PAP)

## 9 października
- Laureatami Nagrody Nobla w dziedzinie fizyki zostali Serge Haroche oraz David Wineland. (rmf24.pl)

## 10 października
- W wieku 83 lat zmarł Jerzy Jarocki, polski reżyser teatralny. (rmf24.pl)
- Amerykańscy biochemicy Robert Lefkowitz i Brian Kobilka otrzymali Nagrodę Nobla w dziedzinie chemii. (polskieradio.pl)

## 11 października
- Chiński pisarz Mo Yan został laureatem Nagrody Nobla w dziedzinie literatury. (BBC News)

## 12 października
- Unia Europejska została laureatem pokojowej Nagrody Nobla. (nobelprize.org)

## 14 października
- Felix Baumgartner ustanowił rekord świata w kategorii najwyższego załogowego lotu balonem i rekord świata w kategorii skoku ze spadochronem z największej wysokości. (newsweek.pl)

## 15 października
- Alvin E. Roth i Lloyd Shapley otrzymali Nagrodę Banku Szwecji im. Alfreda Nobla w dziedzinie ekonomii (www.nobelprize.org)
- Zmarł były król Kambodży, Norodom Sihanouk. (bbc.co.uk)

## 20 października
- W wieku 60 lat zmarł Przemysław Gintrowski, bard współkoncertujący z Jackiem Kaczmarskim. (gintrowski.art.pl)

## 24 października
- W wieku 94 lat zmarła Margaret Osborne DuPont, amerykańska tenisistka, zwyciężczyni 37 turniejów wielkoszlemowych. (Sportowe Fakty)

## 28 października
- Amerykanka Serena Williams zwyciężyła w turnieju tenisowym TEB BNP Paribas WTA Championships zamykającym sezon rozgrywek kobiecych w sezonie 2012. (Onet)